# Det' jo løgn
Det' jo løgn var et originalt dansk crazycomedyprogram med Carsten Bang, Thomas Wivel og Jacob Pettersson.
Det' jo løgn blev vist på den tidligere tv-station ZTV, men rettighederne til afsnittene ejes i dag af TV3, og har tidligere været vist på 3+.
Det' jo løgn var nok mest kendt for føljetonen Dunken omkring morfar og den ultimative kortfilm The Vendelbo. Programmet inkluderede også sketches som fx Frank, Sproghjørnet og en sketch, hvor Carsten Bang hver episode fandt en ny ting at høvle et stykke bræt med. 

## Dunken omkring morfar
Dunken omkring morfar var en populær føljeton, hvor Thomas Wivel i hver episode af Det' jo løgn præsenterede ét nyt ord i historien. Således ville man i episoderne få et resumé efterfulgt af det nye ord. ZTV nåede dog at gå-neden-om-og-hjem inden Dunken omkring morfar blev afsluttet, men heldigvis afslørede Carsten Bang efter utallige opfordringer den sidste del af historien:
"Der var ligesom en slags dunk omkring morfar, eller også var det mormor der holdt ham tæt!"

## Citater fra Det' jo løgn
- "For meget forlangt for kort".
- "Ka' veste flyde? Ka' jakker?"
- "Frank, Frank – Frank!"
- "Danmark er et underligt land. Man ka' ringe fra Ringsted til Thisted, men man kan ikke tisse fra Thisted til Ringsted."
- "Klokken er nu 5.30 mandag morgen. Ja for at være helt ærlig, så er den faktisk 5.28 tirsdag morgen".
- "Sssshhh! Det er en roklub."
- "Jeg kan ikke klare folk der snorker! Især ikke hvis man kan høre dem."
- "Jeg faldt i vandet her den anden dag, og så var det jeg fik ondt i halsen. Jeg kunne ikke synke!"
- "There was one man with NO NAME, NO PAST and NO FEAR – it was The Vendelbo."
- "Og jeg har snydt lidt. "